# Georgios Avlichos
Georgios Avlichos, Γεώργιος Άβλιχος, (* 2. April 1842 in Triest; † 1909 in Argostoli) war ein griechischer Porträtmaler, der sich als einer der ersten vom strengen klassischen Realismus abwandte.

## Biografie
Avlichos wuchs ab 1850 in Lixouri auf der Insel Kefalonia Seine Mutter (Geltrud Primitz) stammte aus Slowenien und war um 1850 nach Kefalonia gezogen, wo sie 1851 den Kaufmann Georgios Avlichos, Sohn des Theodoros, heiratete. Dieser hatte bereits einen Sohn, den späteren Dichter, Schriftsteller und Anarchisten Mikelis Avlichos, auch Avlihos (18. März 1844 – 28. November 1917). Durch die Heirat wurden sie zu Stiefbrüdern und er erhielt den Familiennamen seines Stiefvaters. Er wurde am 13. April 1852 orthodox getauft.
Avlichos ging zum Studieren nach Italien und studierte in Jura und Malerei in Neapel. Er wandte sich schließlich der Kunst zu und setzte sein Studium in Deutschland fort.  Anschließend arbeitete hauptsächlich auf der Insel Kefalonia. Neben seiner Tätigkeit als Maler befasste sich gelegentlich auch mit der Literatur und der Musik und verfasste Gedichte in der damals unüblichen einfachen Dimotiki-Version der griechischen Sprache, die erstmals 1888 veröffentlicht wurden. In Athen erregten seine Kunstwerke in Ausstellungen im Zappeion die Gemüter, da sie von dem in Griechenland vorherrschenden Stil der Münchener Schule abwichen. Er fertigte unter anderem Landschaftsbilder und Stillleben, widmete sich jedoch insbesondere der Anfertigung von Porträts. Avlichos verfasste das poetische Theaterdrama griechisch Η Καταστροφή των Ψαρών (Die Zerstörung von Psara) in der griechischen Volkssprache, das kurz nach seiner Veröffentlichung 1883 in Argostoli uraufgeführt wurde.

## Werke (Auswahl)
- 1877: Mädchen am Fenster

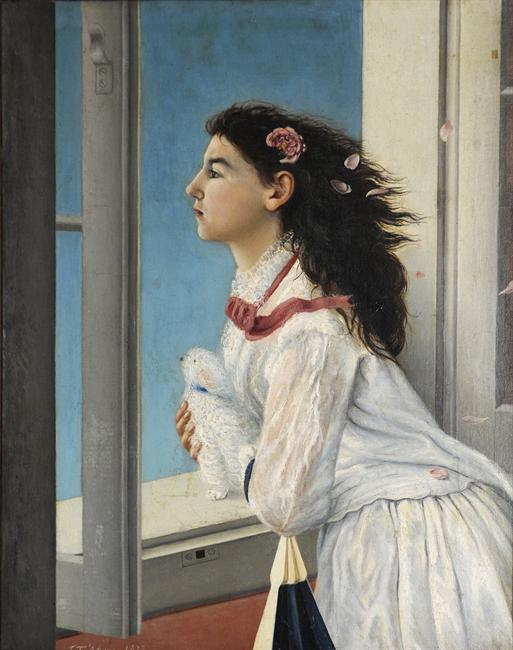
Mädchen am Fenster

- 1880: Bildnis der Mutter des Künstlers[5]
- 1886: Mädchen mit Blumen
- 1886: Porträt seines Vaters
- Porträt eines jungen Mädchens
- Das Atelier und die Familie des Künstlers

Schriften